# Jezioro Byczyńskie
Jezioro Byczyńskie (Byczyno) (kaszb. Jezoro Bëczinò) – jezioro przepływowe w północno-zachodniej części Pojezierza Bytowskiego, na obszarze gminy Miastko. Ogólna powierzchnia akwenu jeziora wynosi 16,7 ha.